# Aleksandr Nóvikov
Alexander Alexandrovitx Nóvikov —Александр Александрович Но́виков (rus)— (Nerekhta, 19 de novembre de 1900 - Moscou, 1976) fou un militar rus, sent el primer Cap Mariscal de l'Aire soviètic. Nomenat Heroi de la Unió Soviètica dues vegades, va patir les dues grans purgues de Stalin contra els oficials de l'Exèrcit Roig.

## Joventut
Nascut en una família humil el 1900, Alexander Nóvikov va ser un alumne notable i diligent. En lloc d'haver de treballar al camp, va aconseguir ser mestre d'escola, i segons sembla estava molt satisfet amb aquesta professió. Fins al 1917, la guerra no va arribar a la seva família: el seu pare havia estat sots-oficial a l'exèrcit del tsar i va ser reclutat per l'Exèrcit Roig.
Dos anys després, el jove Alexander també va ser enrolat a l'Exèrcit Roig, servint amb el 27è Regiment Privolga. Donat que tenia una educació, evidentment va cridar l'atenció dels seus superiors, i el 1920 va ser seleccionat per cursar estudis per comandant inferior d'infanteria a Nizhni Novgorod, i el 24 de maig de 1920, va ser admès al PCUS.

## Guerra Civil i període d'entre-guerres
Durant la Guerra Civil va servir primer al Front Nord i després a Petrograd (després Leningrad), on va arribar uns dies després del Motí de Kronshtadt. Nóvikov va ser enviat a l'Estat Major del 7è Exèrcit de Tukhachevsky, on va veure l'actuació d'una primerenca Força Aèria Roja contra els amotinats. Un cop finalitzada la campanya, tornà amb la infanteria. Un antic instructor seu del curs d'oficials havia arribat a ser Cap d'Estat Major de l'Exèrcit Independent del Caucas, i aconseguí que Nóvikov fos traslladat al sud. Un cop allà, aquest benefactor el convencé perquè s'apliqués a les Escoles Superiors. Va ser acceptat a l'Acadèmia Major de Comandants de Fusellers, on aconseguí un permís per a un vol de 15 minuts. Nóvikov va quedar enterbolit pel desig de volar, però no aconseguí el permís dels seus superiors per a ser aviador.
Després de la guerra, Nóvikov va ser assignat a Comandaments de Companyia i Batalló. Cap a 1925 se sap que estava casat amb una tal Militsa, i que tenia un fill anomenat Lev, i que el 1927 entrà a l'Acadèmia Militar Frunze, on es va graduar el 1930 com un dels primers de la seva promoció. Va ser destinat a Smolensk amb l'11è Cos de Fusellers com a recompensa. A causa del fet que centenars d'oficials d'infanteria estaven sent transferits a la Força Aèria durant la dècada dels 30, la visió de Nóvikov no va ser considerada prou bona per a un aviador. Finalment, va ser assignat com a Cap d'Estat Major de la 450a Brigada d'Aviació, inicialment no com a pilot, però el 1933 aconseguí superar el seu examen.
El 1935 acceptà comandar un esquadró de bombarders; però aquesta fita personal es barrejà amb la tragèdia quan la seva dona morí, i es trobà amb la gran responsabilitat d'educar 3 fills i dirigir un esquadró. El 1936 fou promogut a Coronel, però va ser detingut a les purgues de 1937, sent rellevat al comandament, tot i que va sobreviure i rehabilitat poc després.
Un antic comandant de brigada va ser nomenat Comandant de l'Aire del Districte Militar de Leningrad, i demanà que se li assignés a Nóvikov com a Cap d'Estat Major. Serví en aquest lloc durant la Guerra d'Hivern contra Finlàndia, i suportà crítiques ferotges pel pobre paper realitzat per la Força Aèria Roja (fruit del pobre entrenament), donades les altes expectatives que s'havien posat sobre ella. La major part de la culpa caigué sobre Ptukhin, el seu comandant i benefactor, qui va ser enviat a Kíev. Sorprenentment, Stalin designà a Nóvikov com a Comandant de l'Aire del Districte de Leningrad amb data efectiva de juliol de 1940.

## Durant laGran Guerra Patriòtica
Des de l'inici de la guerra amb Alemanya, l'ara General-Major Nóvikov va emprar amb intel·ligència les forces de què disposava. El 25 de juny de 1941 ja llançava atacs ofensius contra les bases alemanyes i fineses: els seus pilots van fer 16.567 sortides en 22 dies, tot i que res semblava aturar la màquina alemanya. Mentre que les forces alemanyes i fineses s'apropaven cada cop més, Nóvikov es veié cada cop amb menys avions operatius. El 10 de setembre arribà Júkov, i a l'octubre, quan abandonà la ciutat, aquesta ja es trobava totalment envoltada. El mateix fill petit de Nóvikov era un dels pilots que van servir al pont aeri que van mantenir amb vida la ciutat.
El 3 de febrer de 1942, Nóvikov es trobà amb Stalin, qui el va nomenar Comandant de la Força Aèria. Va ser enviat immediatament al Front Oriental per planejar i coordinar les operacions aèries amb Júkov. A aquestes operacions, Nóvikov advertí la importància d'una autoritat central sobre tots els llocs, perquè així les diverses unitats poguessin funcionar de manera coordinada i en massa, car fins llavors l'Aviació Roja només havia funcionat de manera dispersa i amb poca coordinació.
Alexander Nóvikov va ser nomenat Comandant de la Força Aèria Soviètica l'11 d'abril de 1942 i promogut a Generál-Leytenánt (Tinent General). L'estructura i la tàctica de la Força Aèria Roja també va canviar, en el que es va conèixer com "les reformes de Nóvikov". Certes idees simplement es van copiar dels alemanys, mentre que d'altres eren totalment iniciativa soviètica. Es va crear una nova organització d'aviació de llarg abast (ADD); l'Exèrcit de l'Aire reemplaça l'aviació frontal. Excepte per algunes relacions i els vols de reconeixement, els comandants d'exèrcit van perdre els seus privilegis sobre l'aviació. S'organitzaren formacions de reserva als Cossos Aeris d'una o més divisions aèries, amb una força d'entre 120 i 270 avions. Es deixarien cossos aeris a l'exèrcit en les operacions crítiques, i es mourien d'un sector a l'altre segons es necessitessin basses. Les reformes també van cobrir serveis de rereguarda, estructures d'organització inferiors, entrenament i altres àrees.
Els nous exèrcits de l'aire i cossos de reserva aèria van atorgar a la Força Aèria Soviètica (VVS) una mobilitat estratègica que abans li mancava. Aquesta nova capacitat va quedar demostrada a la batalla de Stalingrad. Durant l'avanç de l'Eix cap a Stalingrad i la defensa de la ciutat, la VVS desafià seriosament a la Luftwaffe. Això permeté als soviètics conservar la seva força, adaptant-se a la nova estructura d'organització, i que guanyessin experiència amb el gran nombre d'avions que sortien de les fàbriques. Una vegada que els soviètics es van decidir a atacar, la inèrcia va canviar.
El General Nóvikov continuà sent una peça clau a l'equip de comandants soviètics, i va ser enviat com Stavka (Quarter General Suprem) a diversos fronts. Nóvikov arribà a Stalingrad al novembre de 1942, després que Júkov el sol·licités, el qual va dir "junts treballarem bé". Nóvikov concentrà 1.414 avions en 3 exèrcits aeris per suportar l'Operació Urà. La natura extensible de la nova força aèria quedà demostrada per la inclusió de 4 Cossos Aeris de la Reserva de la Stavka. Quan l'atac començà, les males condicions climatològiques van limitar les sortides de la Luftwaffe a 150 en quatre dies. En contrast, la VVS realitzà unes 1.000 sortides, la major part en suport terrestre.
Gran part de la potència aèria soviètica va ser enviada contra el 6è Exèrcit i contra el pont aeri alemany. Molts avions soviètics obsolets van ser emprats per ostigar als bombarders nocturns. Nóvikov concentrà els seus esforços organitzant un bloqueig basat a atacar els aeroports alemanys dins i forma de la bossa, les defenses antiaèries i els interceptors dirigits per estacions a terra. La combinació entre el mal temps i una Força Aèria Roja més efectiva no van aturar a la Luftwaffe, però li ocasionaren greus pèrdues i van mantenir la taxa de subministraments per sota del nivell necessari. Durant el període comprés entre el 19 de novembre de 1942 i el 2 de febrer de 1943, els soviètics van realitzar 35.920 sortides. Pels seus èxits, el General Nóvikov va ser nomenat primer Marshal Aviatsiyi (Mariscal de l'Aire) de la Unió Soviètica el 17 de març de 1943.

## Victòria i desgràcia
El Mariscal Nóvikov va participar en moltes operacions, però continuà operant a la mateixa capacitat, tant com a representant aeri de la Stavka com exercint de comandant i coordinant els recursos aeris per als múltiples fronts. Entre les operacions militars on participà hi ha l'ofensiva del Kuban, Kursk, Kíev, Korsun, Rernopol, el rescat de Leningrad, la campanya de Carèlia, l'Operació Bagration, l'Operació Vístula-Oder, Königsberg, la batalla de Berlín i la Campanya contra Japó. Aquesta presència constant de Nóvikov va ser reconeguda amb una altra estrella, sent ascendit a Cap Mariscal de l'Aire (Glavnyy Marshal Aviatsiyi), a part de ser nomenat Heroi de la Unió Soviètica per segon cop.
Després de la guerra, el Mariscal Nóvikov va començar a treballar per portar la seva força aèria a l'era del vol a reacció. Tristament, poc abans de provar el primer Iak-9 va ser detingut per ordre de Stalin el 23 de febrer de 1946, enmig de la "Purga dels Vencedors". Sense títols, rang ni condecoracions, va ser ficat a les presons de Béria durant 6 anys. Va ser alliberat al maig de 1953, dos mesos després de la mort de Stalin. Al juny, de nou amb el rang i les condecoracions, tornava a estar a un lloc d'honor com a Comandant de l'Aviació de Llarg Abast i Diputat Comandant en Cap de la Força Aèria. Tornà a casar-se, aquest cop amb Tamara Potapovna Fomina, una enginyera aeronàutica graduada per l'Acadèmia Militar. Poc després, els bombarders van donar pas als míssils, i Nóvikov va ser jubilat per motius de salut. Va ser nomenat Cap de l'Escola Superior d'Aviació Civil a Leningrad, càrrec que va ocupar entre 1956 i 1967. Va morir a Moscou el 3 de febrer de 1976.
Quant coneixem de la seva personalitat? El fet que almenys un fill estigués amb ell a Leningrad el 1941 indica que va mantenir les seves responsabilitats familiars. Segons sembla, era bevedor, però Khrusxov, que el coneixia dels temps a Stalingrad, va afirmar que "era un home dedicat, honest i honorable". El dues vegades Heroi de la Unió Soviètica, traït per Stalin, era realment un gran treballador, que no hagués pogut assolir el seu rang o sobreviure a la guerra de no haver estat un líder extremadament competent. Les reformes que va instituir en tàctica i a les estructures d'organització van aconseguir que, finalment, l'Aviació Roja vencés a la Luftwaffe, i la seva direcció personal de les campanyes aèries el senyalen com un dels comandants aeris destacats.